# Niedźwiedzie (województwo wielkopolskie)
Niedźwiedzie – osada w Polsce położona w województwie wielkopolskim, w powiecie ostrzeszowskim, w gminie Czajków.
W latach 1975–1998 miejscowość administracyjnie należała do województwa kaliskiego.